# Laelia suffusa
Laelia suffusa is een vlinder uit de familie spinneruilen (Erebidae), onderfamilie donsvlinders (Lymantriinae). De wetenschappelijke naam van deze soort is voor het eerst geldig gepubliceerd in 1855 door Walker.
De soort komt voor in tropisch Afrika.